# Taconite
Taconite is een plaats (city) in de Amerikaanse staat Minnesota, en valt bestuurlijk gezien onder Itasca County.

## Demografie
Bij de volkstelling in 2000 werd het aantal inwoners vastgesteld op 315.
In 2006 is het aantal inwoners door het United States Census Bureau geschat op 291, een daling van 24 (-7.6%).

## Geografie
Volgens het United States Census Bureau beslaat de plaats een oppervlakte van
13,5 km², waarvan 12,6 km² land en 0,9 km² water.

## Plaatsen in de nabije omgeving
De onderstaande figuur toont nabijgelegen plaatsen in een straal van 16 km rond Taconite.